# Hemsjön (Hammars socken, Närke)
Hemsjön är en sjö i Askersunds kommun i Närke och ingår i Motala ströms huvudavrinningsområde. Sjön har en area på 0,275 kvadratkilometer och ligger 175,7 meter över havet. Sjön avvattnas av vattendraget Hättorpsån (Godegårdsån).

## Delavrinningsområde
Hemsjön ingår i det delavrinningsområde (651563-146003) som SMHI kallar för Ovan 651460-146290. Medelhöjden är 172 meter över havet och ytan är 21,15 kvadratkilometer. Det finns inga avrinningsområden uppströms utan avrinningsområdet är högsta punkten. Hättorpsån (Godegårdsån) som avvattnar avrinningsområdet har biflödesordning 3, vilket innebär att vattnet flödar genom totalt 3 vattendrag innan det når havet efter 93 kilometer. Avrinningsområdet består mestadels av skog (81 procent). Avrinningsområdet har 1,39 kvadratkilometer vattenytor vilket ger det en sjöprocent på 6,6 procent.